# Neratzia
Die Festung Neratzia (griechisch Κάστρο της Νερατζιάς Kastro tis Neratzias (n. sg.), seltener Kastell Narangia) ist eine Festung des Johanniterordens in der Stadt Kos auf der gleichnamigen griechischen Insel am Golf von Kos.

## Name
Die Bezeichnung Neratzia bezieht sich auf die damals zahlreichen Bitterorangenbäume (griechisch νεραντζιά nera[n]tzia [Singular]) in der näheren Umgebung der Burg und war auch für die Stadt und Insel Kos gebräuchlich.

## Lage
Die Festung liegt auf einer schmalen Halbinsel östlich des Mandraki-Hafens (Λιμάνι Μανδράκι Limani Mandraki) und nördlich des Palmenboulevards Leoforos ton Finikon (Λεωφόρος των Φοινίκων, auch Οδός Φοινίκων Odos Finikon). Der Fährhafen der Insel liegt am nördlichen Ende der Halbinsel.
Eine Steinbrücke von der Platia Platanou (Πλατεία του Πλατάνου „Platanenplatz“) über den Palmenboulevard, einen ehemaligen Wassergraben, bildet den einzigen Zugang.
Aufgrund der Lage der Insel Kos vor dem Golf von Gökova auch (Κεραμεικός κόλπος Keramikos kolpos „Golf von Keramos“) diente die Festung Neratzia zur Verteidigung des Hafens. Zusammen mit der Johanniterfestung St. Peter im etwa 20 km nordwestlich gelegenen kleinasiatischen Bodrum erfolgte die Kontrolle des Seeweges zwischen Konstantinopel und Alexandria.

## Geschichte
Die Gegend war bereits in der Antike besiedelt. Die Existenz von Befestigungen aus der byzantinischen Zeit oder früheren Zeiten ist bisher ungeklärt, da archäologische Untersuchungen noch nicht erfolgten. Die Festung wurde auf einer ehemaligen Insel oder Landzunge errichtet. In der ersten schriftlichen Erwähnung aus dem Jahr 1395 beschreibt der italienische Reisende Nicolo de Martoni die Festung als uneinnehmbar, da sie von drei Seiten vom Meer umgeben sei und an der vierten sich ein See befindet. Er hob hervor, dass sich das Meer unter einer Zugbrücke mit dem See verbindet.
Nach der Besitznahme der Insel Kos 1314 durch den Johanniterorden unter dem Großmeister Foulques de Villaret, ließ vermutlich sein Nachfolger Helion de Villeneuve erste Arbeiten ausführen. Ab etwa 1377 wurde unter Jean Fernandez de Heredia mit dem Bau begonnen. Dabei fanden auch antike Ruinenteile der bei einem Erdbeben zerstörten Stadt sowie dem Asklepieion als Baumaterial Verwendung. Die ständig wiederkehrenden Auseinandersetzungen mit dem Osmanischen Reich und mit ägyptischen Mamluken machten ab Mitte des 15. Jahrhunderts Verbesserungen und Erweiterungen erforderlich. Der venezianische Adlige Fantino Quirini und Graf von Stampalia erhielt die Insel Kos unter der Bedingung sie gegen die Osmanen zu verteidigen. 1440 wehrte er einen Angriff von Mamluken ab. Nach einem Befehl aus Rhodos im Juni 1444 die Insel unter allen Umständen zu halten, gab er die ungeschützte Stadt auf. Gleichzeitig ließ er die umliegenden Hütten zerstören, um die Festung weiter zu verstärken. Nach der Belagerung von Rhodos durch Mamluken im August 1444 handelte Fantino Quirini im November desselben Jahres einen Waffenstillstand für Kos und die nahegelegenen Inseln aus. 1445 wurde unter Jean de Lastic und Jacques de Milly vor dem Zugang auf der Südseite ein halbrunder Turm errichtet. Auch nach dem Fall von Konstantinopel 1453 kontrollierten die Johanniter auf Rhodos den Seeweg zwischen Konstantinopel und Alexandria. Am 3. Juni 1457 landeten 156 osmanische Schiffe mit etwa 16.000 Soldaten und fanden die Festung und Umgebung verlassen vor. Die Inselbevölkerung (12.000 Menschen) hatte sich in die Festungen Palio Pyli, Kefalos und Andimachia zurückgezogen. Obwohl sie nahezu die Hälfte der Insel kontrollierten, verließen sie nach 23-tägiger Belagerung mit Plünderungen aus unerklärlichen Gründen die Insel. Um die Kräfte zur Verteidigung von Rhodos und der Festung St. Peter zu bündeln, wurde Kos im März 1461 geräumt. Edoardo de Carmedino ließ 1478 den Zugang zur Festung verstärken.
Nach einer wiederholten Belagerung von Rhodos (1480) und Beschädigungen durch ein Erdbeben 1493 wurde um 1495 unter Pierre d’Aubusson mit der Errichtung der äußeren Festung begonnen. Durch das Aufkommen neuer Kriegstechniken, wie der Verwendung von Schwarzpulver, wurden Vorbastionen an den Ecken errichtet. Emery d’Amboise ließ die begonnenen Arbeiten fortführen und unter Fabrizio del Carretto konnten die Bauarbeiten mit der Bastion im Südwesten, die sein Wappen trägt, 1514 abgeschlossen werden. Die erneute Belagerung von Rhodos (1522) endete mit der Niederlage der Johanniter, die Festung Kos wurde am 6. Januar 1523 osmanischen Truppen übergeben.
Die Festung diente während der osmanischen Zeit als Garnison und Sitz des Gouverneurs. Abgesehen von einigen Gebäuden wurden keine größeren baulichen Änderungen ausgeführt. Aus Reiseberichten des 19. Jahrhunderts ist zu entnehmen, dass Ausländern der Zugang zur Festung verwehrt war. Zudem war die Anlage nicht besonders gepflegt, der Wassergraben war trocken gefallen und die Hafenbucht verlandet. Zusätzlich zerstörte die Explosion des Pulvermagazins am 17. März 1816 große Teile im Inneren der Festung.
Bei den umfangreichen Restaurierungsarbeiten während der italienischen Zeit wurden die wenigen osmanischen Zeugnisse größtenteils abgerissen, um den mittelalterlichen Charakter der Festung hervorzuheben. Nach der deutschen Besetzung im Oktober 1943 wurden in der Festung griechische Patrioten inhaftiert.
Aufgrund von Erdbebenschäden an der Festung und dem Museum wurde die Festung im Juli 2017 für Besucher geschlossen. Seit 14. Mai 2021 ist für Besucher der Zugang zur Festung teilweise wieder möglich.

## Anlage

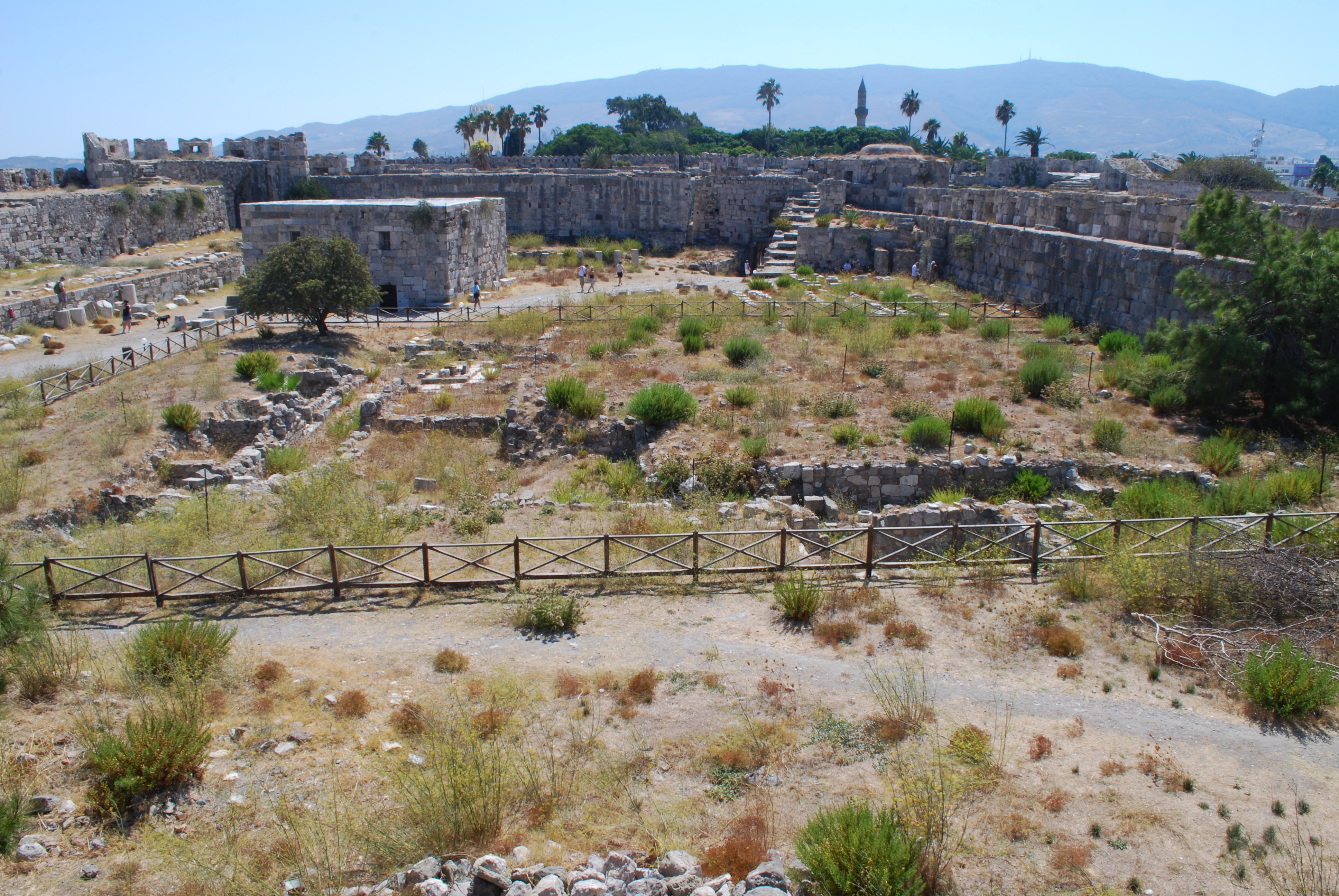
Der innere Bereich der Burg heute. Von den Wohn- und Arbeitsgebäuden innerhalb der Mauern sind nur noch die Grundmauern zu erkennen

Die Burg besteht aus einer inneren im 13. Jahrhundert erbauten Festung. Ende des 15. Jahrhunderts wurde sie bis 1514 durch einen zusätzlichen äußeren Mauerring verstärkt. Heute liegen überall in der Burg antike Baufragmente herum sowie Säulenstümpfe, Gräber, Altäre. Man erkennt mehrere Wappen von Großmeistern. Eine Steinbrücke führt über den ehemaligen Burggraben (jetzt eine Straße) in die Burg. Als Baumaterialien wurden antike Stein- und Marmorblöcke verwendet, darunter auch antike Säulen und Altäre aus dem nahe gelegenen Asklepieion. Das innere gleicht einem Freilichtmuseum, in dem sich der Besucher praktisch überall frei bewegen kann. Der Boden ist mit dem in der Gegend üblichen dornigen Gebüsch überzogen. Abgesehen von der Archäologie dienenden Hallen sind keine Dächer oder Zwischenböden mehr vorhanden und vom inneren Aufbau der Festung und ihren Gebäuden und Anlagen ist nichts mehr erkennbar.